# Europa Universalis IV日本語版
『Europa Universalis IV日本語版』（ヨーロッパ ユニバーサリス 4 にほんごばん）は、『Europa Universalis III』（2007年）の続編としてParadox Development Studioが開発し、Paradox Interactiveが発売した『Europa Universalis』シリーズのグランドストラテジービデオゲームである。本作は2013年8月13日に発売された。中世後期から近世（西暦1444年11月11日～1821年1月3日）にかけての国家を操作し、貿易、行政、外交、植民地化、戦争などを行う戦略ゲームである。

## ゲームプレイ
このゲームは、歴史的に始まるように形成されており、歴史上の出来事が起こったときに、その出来事が起こるようになっている。ゲーム自体は、国を構成する地方に分割された地球のインタラクティブなマップ。地方は国家に資源を供給することもあれば、不安や反乱を引き起こすこともあるため、それぞれの地方はその国にプラスにもマイナスにも貢献する。プレイヤーは、軍事、外交、経済のバランスを取りながら、国家を率いていくゲームプレイが要求される。プレイヤーは国家の主権者として、威信、権力拡大、安定、金（デュカット）、労働力、君主制の正当性、共和制の伝統、神権制の献身、ステップ遊牧民の群れ、天帝の能力主義、君主権力（行政、外交、軍事）などの資源を使い、選択をすることでそれを実現する。
プレイヤーは、軍事力で世界を征服し、植民地の超大国になり、貿易の優位性を確立するなど、500 以上の異なる国の 1 つとして選択できる。これらの国は、アルファベット順にアーヘンからズニまでの範囲である。ゲームはサンドボックス環境であり、ゲームに勝つための厳密なルールはないが、プレイヤーの国がマップから削除または併合されると、プレイヤーのゲームは終了する。外交はゲームの大きな側面であり、同盟(または従属国と朝貢国) を作成し、評価を改善し、防衛連合を防止することがプレイヤーの生存に不可欠である。諜報活動は、敵の領土を主張したり、他の疑わしい目的とともに、敵国に対して反乱を扇動したりするためにも使用できる。戦闘は陸と海の両方で行うことができ、その間、ゲームは士気、規律、関連する長所と短所を持つさまざまなユニットの種類、リーダーの能力、地形と供給ラインなどの現実世界の要因をシミュレートしようとする。貿易もゲームの重要な部分であり、世界は多くの貿易ノードに分割され、貿易は各ノードを通過し、商人が収集できる。
カトリック、正教会、プロテスタント、スンニ派、シーア派などの多くの主要な宗教がゲームに登場し、実践者に明確なボーナスを提供できる。プレーヤーは、宣教師を雇って自分の州を改宗させたり、普遍的な信教の自由の政策に関与したりできる。たとえば、カトリック信仰は教皇制度を利用している。これにより、国は教皇を支配したり、他の報酬のためにその影響力を利用したりできる。ネイティブアメリカンとアボリジニの宗教もゲームに登場し、現在の君主の生涯にボーナスを選択するシステムを最も一般的に利用している。
さらに、封建制から工業化まで、世界の制度の多くもゲームに登場する 。制度は通常、特定の年ごろに始まり、州全体に広がり始める。制度の拡散率と制度が出現する場所は、プレイヤーの行動に順応性がある。受け入れられた制度の欠如は、対応する技術レベルのコストを増加させるため、制度は技術コストの上昇と一致する。通常、プレイヤーのプロヴィンスの一定量の制度の受容と金（デュカット）からなる要件を満たすと、制度を受け入れることができるようになる。制度の受け入れは、制度固有の国家ボーナスを与えるだけでなく、制度の欠如が引き起こした可能性のある技術的不利益を一掃する。
技術の進歩は時間の経過とともに投資され、君主点が必要となる。それらは以下に詳述するように国に利益をもたらす。
- 管理技術は、生産性の向上、政府の新しい形態、新しい建物、国家理念体系などの進歩を解き放つ。
- 外交技術は、海軍ユニット、貿易の改善、新しい建物、植民地拡大の改善などの進歩を解き放つ。
- 軍事技術は、新しいタイプの陸上ユニット、ユニットの士気の向上、戦闘戦術、新しい建物などの進歩を解き放つ。

ゲームプレイは、プレイヤーに頻繁に発生するランダムなイベントの影響を受ける。これらのイベントは、役立つ場合と有害な場合がある。これらのランダムなイベントの中には、個々の国の歴史によって引き起こされるものもあれば、どの国にも適用され、一般的にゲームの「味」を高めるのに役立つものもある。一部のイベントは、産業革命など、ゲームの歴史を通じて発生するさまざまな制度によって動機付けられている。プレーヤーは、AIと対戦するシングルプレーヤーモード、または人間とAIの対戦相手が混在するLANまたはインターネットを介したマルチプレーヤーモードを選択できる。シングルプレイヤーには、難易度などのいくつかの設定をロックし、プレイヤーからゲームを保存するコントロールを削除する「アイアンマン」モードのオプションもある。これは、いかなる間違いも元に戻すことができないことを意味する。ただし、ゲームの多くの実績はアイアンマンモードでないと解除できない。

## 開発
Europa Universalis IVの初期設計の議論は、2010年12月にリリースされたEuropa Universalis IIIの最終DLCであるDivine Windの直後に始まり、Clausewitz Engineをベースにした開発が2011年9月頃に本格的に開始された。プロジェクト・トルーマン」のコードネームで予告されていた本作は、2012年8月、同年のGamescomでの展示に合わせて初めて一般に発表された。
開発期間中、パラドックス開発スタジオはオンラインフォーラムで毎週「開発者日記」を公開し、ゲームの開発に関するいくつかの特徴について詳しく説明していた。その内容は、デザイン哲学、実装されるゲームメカニズム、削除されるEuropa Universalis IIIの機能に関する情報などである。
Europa Universalis IVは、その開発過程において、これまでのシリーズ作品よりも安定性と品質管理が優先された。以前は、パラドックス社のゲームは、安定性の問題を修正した数回のアップデートや拡張が行われない限り、購入する価値がないという認識があった。スタジオのCEOであるFredrik Wester氏は、この認識を「顔面への平手打ち」のようなもので、改善へのモチベーションを高めるものであると述べている。パラドックス社のもうひとつの大きな目標は、初期の大戦略ゲームの深みと複雑さを保ちつつ、プレイヤーにとって操作しやすいものにすることだった。
リリースに先立ち、Let's Plays [要出典]やジャーナリスト向けのマルチプレイヤーイベントを通じてゲームのプレビュー版が紹介された。2013年8月9日にSteamでプレイアブルデモがリリースされ、8月13日にゲーム本体がリリースされた。
本作の開発は、パラドックスが『クルセイダーキングスII』で成功したのと同じモデルで行われており、有料DLCのリリースと同時に、基本ゲームに機能を追加する無料パッチが追加され、その資金援助が行われている。2021年11月現在、18の拡張コンテンツがリリースされているほか、グラフィックや音楽のオプションを追加するマイナーなDLCも多数リリースされている。
2020年9月、Paradoxの新設部門であるParadox Tintoがリーダーのヨハン・アンダーソン率いるゲームの開発を引き継いだ。このチームは拡張版のLeviathanとOriginsをリリースしたが、バグ修正にも注力し、最終的にゲームの開発を終了した。

## 拡張と改造
| 2020 | Emperor |

ゲーム用に多数のダウンロード可能なコンテンツ(DLC) がリリースされた。すべての DLC はオプションであり、ベース ゲームに任意の組み合わせで適用できる。最も重要な DLC は、拡張パックとイマージョン パックの形で提供される。
拡張は一方では、ゲームに新しく改善されたゲームプレイの仕組みを導入し、多くの種類のフレーバーとさまざまなバランス調整を導入するため、ゲームに幅広く大きな変化をもたらす。一方、イマージョン パックは小規模な拡張であり、特定の地域に焦点を当てて、より多くのフレーバーを与えることでより良い生活をもたらす。
また、フレーバーパック（新しいイベントや小メカニズムを追加するもので、通常は1つの国に特化したもの）、ミュージックパック（バックミュージックを追加するもの）、コスメティックパック（ユニットモデル、ポートレート、マップに影響を与えるもの）がある。また、ゲーム自体には影響しないが、拡張版の発売と同時に3冊の電子書籍が発売された。
2021年3月、Paradox は、個々の拡張を購入することなく、ゲームの膨大な DLC ライブラリをプレイできるオプションのサブスクリプション サービスを発表した。
拡張には、多くの場合、ゲームへの無料パッチが付随しており、既存のメカニズムを調整したり、拡張のテーマに新しいものを追加したりする場合がある。

### 改造
公式の拡張パックとは別に、Steam Workshopなどのサイトでサードパーティ製のMODが公開されている。MODは、ゲームの設定を変更したり、機能やゲームの仕組みを追加・削除したり、「ランダム新世界」ジェネレーターに新しい陸地を追加したり、グラフィックを改善したりすることができる。人気のMODは、ゲームの範囲を西暦2年から9999年まで拡張する「Extended Timeline」、ゲームオブスローンズの映画化「氷と炎の歌」、The Elder Scrolls「Elder Scrolls Universalis」から「MEIOU & Taxes」などの完全オーバーホールや「Anbennar」などのファンタジー総変換などである。

## 受信

### 批評家からの評価
Europa Universalis IVは、総合評価サイトMetacriticで87/100点を獲得し、概ね好評を博した。批評家たちは、『Europa Universalis III』からの改良点、特に新しいメカニズムとグラフィックを高く評価している。PC Gamer の T.J. Hafer 氏は、このゲームを「平均的な Civilization V プレイヤーとグランドストラテジーの長年の信奉者の間の共通点を征服する、夢中にさせるシミュレーション」と評した。否定的な意見は、チュートリアル、戦闘メカニズム、バグに集中した。Nicholas Pellegatta氏は、これらのバグやその他の問題については、後のパッチや拡張機能で対処される可能性が高いことを認めている。
2013年、Europa Universalis IVは、Game Debateの2013年アワードで「ベスト・ストラテジー」と「ベスト・ヒストリカル」を受賞した。
2014 DICE アワードの「ストラテジー/シミュレーション ゲーム オブ ザ イヤー」にノミネートされた。
2021 年の拡張版Leviathanは、発売時の Steam プラットフォームで最も評価の低いタイトルであり、肯定的なレビューはわずか 7% だった。プレイヤーは、多数のバグやテストされていない、または不完全な機能について不満を漏らしていた。
2021年9月30日から10月7日まで、Epic Games StoreでEuropa Universalis IVが無料で配信された。

### 販売
2014年2月時点で、『Europa Universalis IV』は30万本を超える販売本数を記録している。2016年1月までに、90万本以上のゲームがSteamに登録された。2016年6月21日現在、100万本以上を販売。2021年2月現在、ゲームの所有者は200万人を超えている。
Steamによると、Europa Universalisは2020年6月に同時接続プレイヤー数が47,844人となり、過去最高を記録している。

### 価格調整
2017年5月、Paradox Interactiveは、毎年恒例の夏のSteamセールのわずか数週間前に、ゲームが多くの非西側諸国で意図したよりも安くなったことを考慮して、世界中のゲームとその他の製品の価格を正規化した。これは、影響を受けた国の人々による大規模な反発とボイコットにつながり、次の数週間でSteamでの否定的なユーザーレビューが大幅に増加した。6月22日の後半、ParadoxのCEOである Fredrik Wester は、Steamのサマーセール後に価格を以前のレベルに戻すと発表し、価格調整中に製品を購入した人には誰にでも払い戻しを試みると主張した。

## スピンオフ
2014年5月、パラドックスは、ハリー・タートルードーブによるものを含む、ゲームとその時代から着想を得た短編小説を集めた書籍『Europa Universalis IV: What If? the Anthology of Alternate History』を発売した。本書は電子書籍、ゲームのDLC、物理版 (ISBN 978-9187687440) として発売された。
2018年5月の PDXCon コンベンションで、Paradox は4つのフランチャイズに基づいてボード ゲームが開発されていることを発表し、「IPを拡大する使命」を果たしていると述べた。Europa Universalisゲーム (最終的にEuropa Universalis: the Price of Powerと名付けられた) は、Aegir Games の Eivind Vetlesen によって設計され、David Turczi によるソロ モードがある。 PC Gamerの Jonathan Bolding は、プレビュー バージョンを「プレイヤー数の多いトワイライト インペリウムと、ヨーロッパでナポレオンが登場するゲーム オブ スローンズの間のようなもの」と説明した。リリース日は指定されていないが、ゲームは2022年半ばから後半にリリースされる予定である。